# Coupe du monde de patinage de vitesse sur piste courte 2007-2008
Navigation
Édition précédente Édition suivante
La coupe du monde de Short-track 2007-2008 a eu lieu entre le 19 octobre 2007 à Harbin (Chine) et le 10 février 2008 à salt Lake City (États-Unis). La compétition est organisée par l'Union internationale de patinage.
Les différentes épreuves sont le 500 mètres, 1 000 mètres, 1 500 mètres et le relais par équipes chez les hommes et chez les femmes.

## Résultats

### Hommes

#### HarbinChine
| Date            | Distance       | Gagnant                 | Second         | Troisième               |
| 19 octobre 2007 | 500 m          | Francois-Louis Tremblay | Sung Si-Bak    | Alex Boisvert-Lacroix   |
| 19 octobre 2007 | 1 000 m        | Ahn Hyun-Soo            | Lee Ho-Suk     | Francois-Louis Tremblay |
| 19 octobre 2007 | 1 500 m        | Sung Si-Bak             | Lee Seung-Hoon | Charles Hamelin         |
| 19 octobre 2007 | 1 500 m        | Ahn Hyun-Soo            | Lee Ho-Suk     | Song Kyung-Taek         |
| 19 octobre 2007 | 5 000 m relais | Corée du Sud            | Canada         | Italie                  |

#### KōbeCorée du Sud
| Date            | Distance       | Gagnant      | Second                  | Troisième       |
| 26 octobre 2007 | 500 m          | Sung Si-Bak  | Francois-Louis Tremblay | Kwak Yoon-Gy    |
| 26 octobre 2007 | 1 000 m        | Sung Si-Bak  | Kwak Yoon-Gy            | Charles Hamelin |
| 26 octobre 2007 | 1 000 m        | Ahn Hyun-Soo | Song Kyung-Taek         | Charles Hamelin |
| 26 octobre 2007 | 1 500 m        | Ahn Hyun-Soo | Lee Ho-Suk              | Song Kyung-Taek |
| 26 octobre 2007 | 5 000 m relais | Corée du Sud | Canada                  | Chine           |

#### HeerenveenPays-Bas
| Date             | Distance       | Gagnant      | Second                  | Troisième       |
| 23 novembre 2007 | 500 m          | Sung Si-Bak  | Charles Hamelin         | Satoru Terao    |
| 23 novembre 2007 | 500 m          | Sung Si-Bak  | Francois-Louis Tremblay | Kwak Yoon-Gy    |
| 23 novembre 2007 | 1 000 m        | Ahn Hyun-Soo | Lee Ho-Suk              | Charles Hamelin |
| 23 novembre 2007 | 1 500 m        | Lee Ho-Suk   | Song Kyung-Taek         | Ahn Hyun-Soo    |
| 23 novembre 2007 | 5 000 m relais | Corée du Sud | Chine                   | Japon           |

#### TurinItalie
| Date             | Distance       | Gagnant                 | Second          | Troisième       |
| 30 novembre 2007 | 500 m          | Francois-Louis Tremblay | Sung Si-Bak     | J.P. Kepka      |
| 30 novembre 2007 | 1 000 m        | Song Kyung-Taek         | Ahn Hyun-Soo    | Jordan Malone   |
| 30 novembre 2007 | 1 500 m        | Sung Si-Bak             | Charles Hamelin | Yuri Confortola |
| 30 novembre 2007 | 1 500 m        | Ahn Hyun-Soo            | Lee Ho-Suk      | Jordan Malone   |
| 30 novembre 2007 | 5 000 m relais | Corée du Sud            | Chine           | Italie          |

#### QuébecCanada
| Date             | Distance       | Gagnant        | Second             | Troisième          |
| 1er février 2008 | 500 m          | Kwak Yoon-Gy   | Charles Hamelin    | Jon Eley           |
| 1er février 2008 | 1 000 m        | Sung Si-Bak    | Li Ye              | Guillaume Bastille |
| 1er février 2008 | 1 000 m        | Zhang Zhiqiang | Marc-André Monette | Guillaume Bastille |
| 1er février 2008 | 1 500 m        | Lee Ho-Suk     | Lee Seung-Hoon     | Charles Hamelin    |
| 1er février 2008 | 5 000 m relais | Corée du Sud   | États-Unis         | Canada             |

#### Salt Lake CityÉtats-Unis
| Date           | Distance       | Gagnant          | Second         | Troisième        |
| 8 février 2008 | 500 m          | Charles Hamelin  | Sung Si-Bak    | Satoru Terao     |
| 8 février 2008 | 500 m          | Sung Si-Bak      | Kwak Yoon-Gy   | François Hamelin |
| 8 février 2008 | 1 000 m        | Apolo Anton Ohno | Lee Seung-Hoon | Lee Ho-Suk       |
| 8 février 2008 | 1 500 m        | Lee Seung-Hoon   | Lee Ho-Suk     | Apolo Anton Ohno |
| 8 février 2008 | 5 000 m relais | Corée du Sud     | Chine          | Royaume-Uni      |

### Femmes

#### HarbinChine
| Date            | Distance       | Gagnant    | Second          | Troisième       |
| 19 octobre 2007 | 500 m          | Wang Meng  | Fu Tianyu       | Park Seung-Hi   |
| 19 octobre 2007 | 1 000 m        | Wang Meng  | Jung Eun-ju     | Jin Sun-Yu      |
| 19 octobre 2007 | 1 500 m        | Cho Ha-Ri  | Shin Sae-Bom    | Valerie Maltais |
| 19 octobre 2007 | 1 500 m        | Jin Sun-Yu | Yang Shin-young | Liu Qiuhong     |
| 19 octobre 2007 | 3 000 m relais | Chine      | Corée du Sud    | Canada          |

#### KōbeCorée du Sud
| Date            | Distance       | Gagnant       | Second          | Troisième       |
| 26 octobre 2007 | 500 m          | Wang Meng     | Shin Sae-Bom    | Zhao Nannan     |
| 26 octobre 2007 | 1 000 m        | Park Seung-Hi | Wang Meng       | Cho Ha-Ri       |
| 26 octobre 2007 | 1 000 m        | Jin Sun-Yu    | Yang Shin-young | Amanda Overland |
| 26 octobre 2007 | 1 500 m        | Jin Sun-Yu    | Jung Eun-ju     | Yang Shin-young |
| 26 octobre 2007 | 5 000 m relais | Chine         | Italie          | Japon           |

#### HeerenveenPays-Bas
| Date             | Distance       | Gagnant     | Second        | Troisième |
| 23 novembre 2007 | 500 m          | Wang Meng   | Park Seung-Hi | Fu Tianyu |
| 23 novembre 2007 | 500 m          | Liu Qiuhong | Zhao Nannan   | Fu Tianyu |
| 23 novembre 2007 | 1 000 m        | Jin Sun-Yu  | Wang Meng     | Zhou Yang |
| 23 novembre 2007 | 1 500 m        | Jung Eun-ju | Jin Sun-Yu    | Zhou Yang |
| 23 novembre 2007 | 3 000 m relais | Chine       | Italie        | Russie    |

#### TurinItalie
| Date             | Distance       | Gagnant         | Second          | Troisième         |
| 30 novembre 2007 | 500 m          | Wang Meng       | Fu Tianyu       | Kalyna Roberge    |
| 30 novembre 2007 | 1 000 m        | Yang Shin-young | Jin Sun-Yu      | Katherine Reutter |
| 30 novembre 2007 | 1 500 m        | Shin Sae-Bom    | Kalyna Roberge  | Park Seung-Hi     |
| 30 novembre 2007 | 1 500 m        | Jung Eun-ju     | Yang Shin-young | Zhou Yang         |
| 30 novembre 2007 | 5 000 m relais | Chine           | Italie          | États-Unis        |

#### QuébecCanada
| Date             | Distance       | Gagnant        | Second           | Troisième     |
| 1er février 2008 | 500 m          | Wang Meng      | Kalyna Roberge   | Zhao Nannan   |
| 1er février 2008 | 1 000 m        | Kalyna Roberge | Evgenia Radanova | Park Seung-Hi |
| 1er février 2008 | 1 000 m        | Zhou Yang      | Jin Sun-Yu       | Liu Qiuhong   |
| 1er février 2008 | 1 500 m        | Jin Sun-Yu     | Yang Shin-young  | Allison Baver |
| 1er février 2008 | 3 000 m relais | Chine          | Canada           | Bulgarie      |

#### Salt Lake CityÉtats-Unis
| Date           | Distance       | Gagnant          | Second            | Troisième          |
| 8 février 2008 | 500 m          | Wang Meng        | Zhao Nannan       | Tatiana Borodulina |
| 8 février 2008 | 500 m          | Evgenia Radanova | Fu Tianyu         | Liu Qiuhong        |
| 8 février 2008 | 1 000 m        | Wang Meng        | Katherine Reutter | Yang Shin-young    |
| 8 février 2008 | 1 500 m        | Zhou Yang        | Katherine Reutter | Allison Baver      |
| 8 février 2008 | 3 000 m relais | Corée du Sud     | Chine             | États-Unis         |

## Classements finals

### Hommes
| Distance       | Gagnant      | Second       | Troisième               |
| 500 m          | Sung Si-Bak  | Kwak Yoon-Gy | Francois-Louis Tremblay |
| 1 000 m        | Ahn Hyun-Soo | Lee Ho-Suk   | Song Kyung-Taek         |
| 1 500 m        | Lee Ho-Suk   | Ahn Hyun-Soo | Lee Seung-Hoon          |
| 5 000 m relais | Corée du Sud | Canada       | Chine                   |

### Femmes
| Distance       | Gagnante   | Seconde      | Troisième       |
| 500 m          | Wang Meng  | Fu Tianyu    | Zhao Nannan     |
| 1 000 m        | Jin Sun-Yu | Wang Meng    | Yang Shin-young |
| 1 500 m        | Jin Sun-Yu | Jung Eun-ju  | Zhou Yang       |
| 3 000 m relais | Chine      | Corée du Sud | Italie          |